# Quarksteine

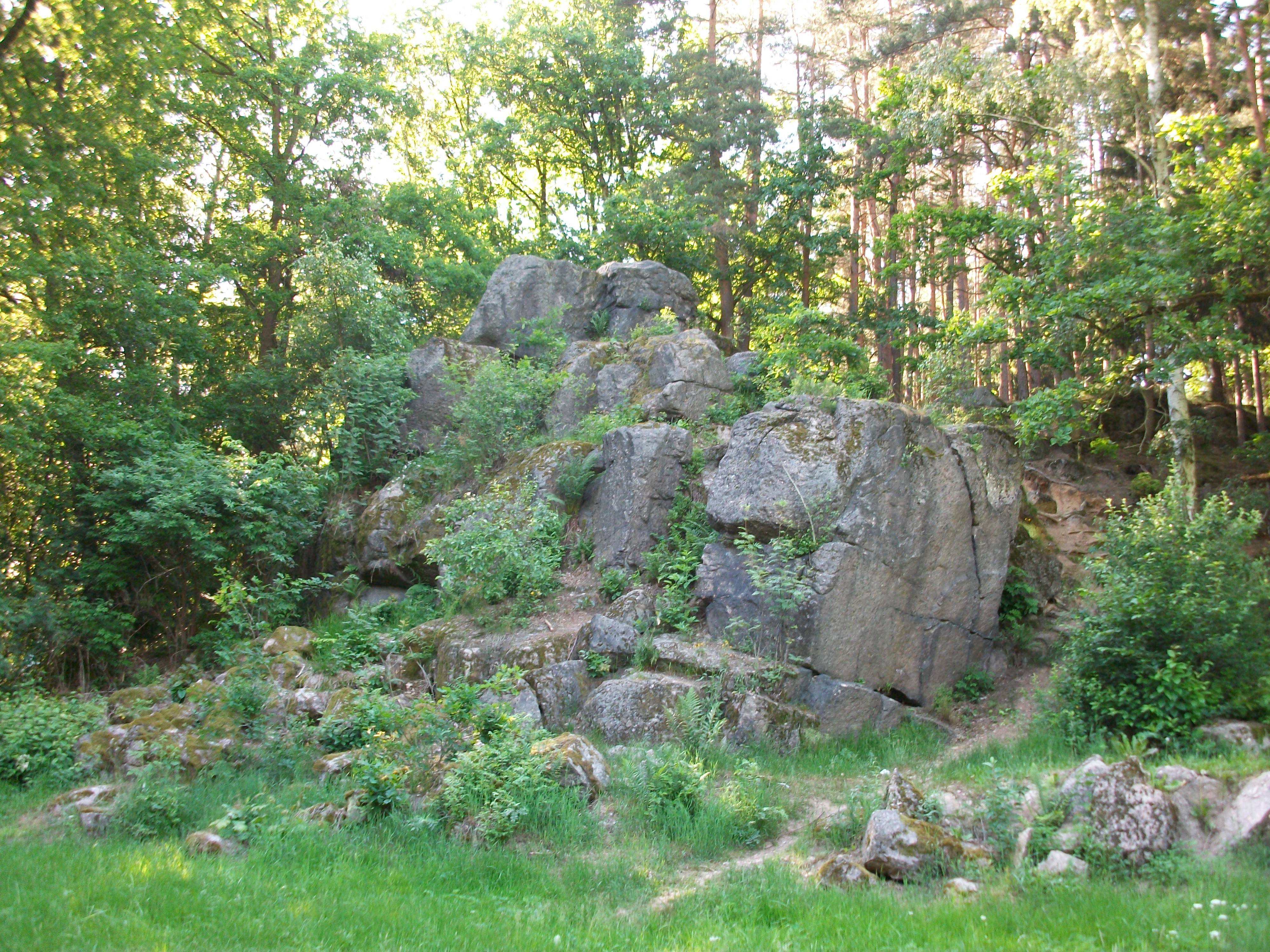
Die Quarksteine

Die Quarksteine sind eine Granitformation bei Niedercrinitz im Landkreis Zwickau in Sachsen. Es handelt sich um grobkörnige Biotitgranitfelsen in Wollsackverwitterung. Sie sind ein Geologisches Naturdenkmal.

## Lage
Die Quarksteine liegen nordwestlich der von Niedercrinitz nach Wolfersgrün führenden Kreisstraße 9301, im Dreieck der Mündung des Voigtsbaches ins Crinitzer Wasser. Der Mühlgraben der Leonhardtsmühle zweigt unmittelbar bei den Quarksteinen vom Crinitzer Wasser ab.

## Geologie
Die Quarksteine liegen am Nordwestrand des Kirchberger Granitplutons und sind ein Ausläufer desselben. Die ursprüngliche aufliegende metamorphe Kontaktzone, die vermutlich aus Gneisen bestand, ist in diesem Bereich vollständig erodiert. Nach der Abtragung des Deckgebirges verwitterte der Granitfelsen weiter, was ihm, zusammen mit der Nutzung zur Werksteingewinnung, sein heutiges Aussehen verlieh.

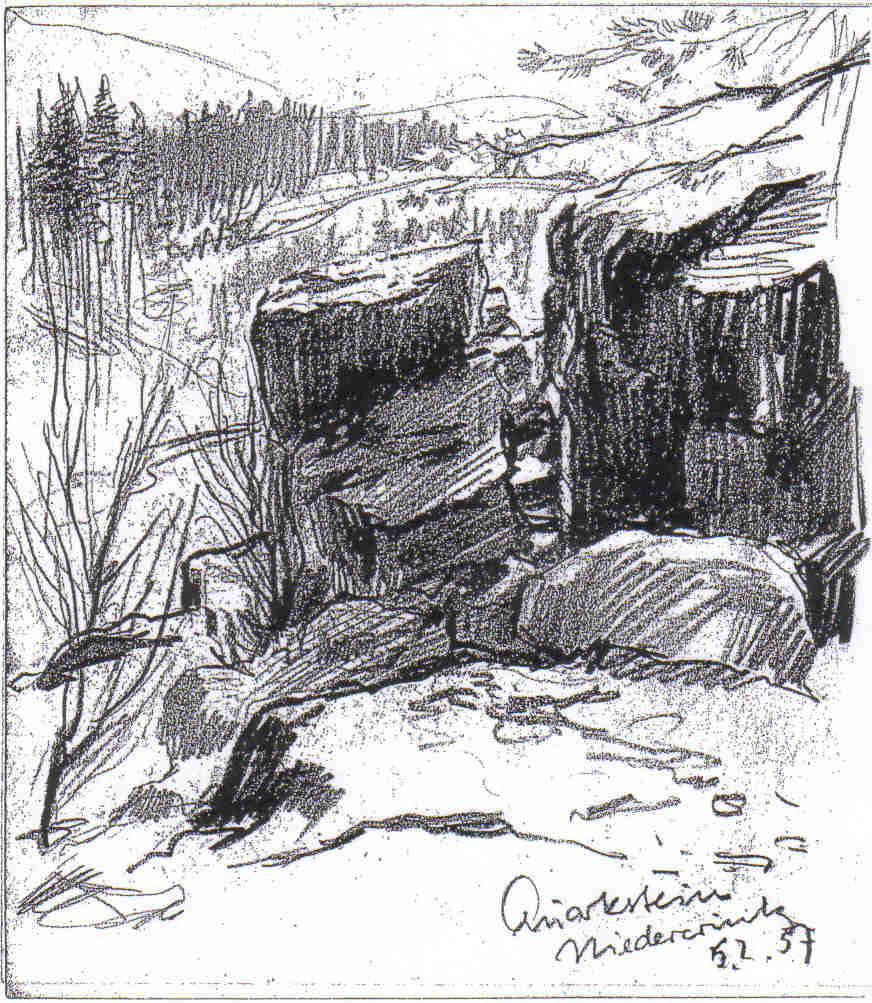
Quarksteine, Zeichnung von Heini Scheffler (1957)

## Etymologie
Der Name Quarksteine (von mhd. querh; vgl. Querx) weist auf die hier hausenden Zwerge hin und bedeutet Zwergensteine.

## Nutzung
Die Quarksteine wurden früher als Steinbruch zur Gewinnung von Granit genutzt. Heute gehören sie zum Landschaftsschutzgebiet „Kirchberger Granit“. Sie sind ein beliebtes Wanderziel.

## Zwergensage
Der Sage nach wohnen in den Höhlen unter den Quarksteinen Zwerge. Des Nachts, wenn die Menschen schliefen, machten sie sich zur Arbeit fertig und liefen hinüber zur Leonhardtmühle, um Mehl zu mahlen. Die Müllerin stellte ihnen allabendlich eine Suppe hin. Noch vor Tagesanbruch gingen sie wieder nach Hause in die Quarksteine. So ging das Nacht für Nacht, Jahr für Jahr, bis die Müllersleut alt geworden waren und starben. Die neue Müllerin war geizig und wollte den Zwergen ihre Suppe nicht gönnen. Um die Zwerge loszuwerden, versalzte sie die Suppe kräftig. Das nahmen ihr die Zwerge übel und wurden seitdem nicht mehr gesehen.